# Stazione di Kita-Fuchū
La stazione di Kita-Fuchū (北府中駅?, Kita-Fuchū-eki) è una stazione ferroviaria situata della città di Fuchū, città conurbata con Tokyo, ed è servita dalla linea Musashino della JR East.

## Servizi ferroviari
East Japan Railway Company
■ Linea Musashino

## Struttura
La stazione è dotata di un marciapiede a isola centrale per servire i binari terminali della linea Musashino, e due marciapiedi laterali con due binari passanti per la linea Nambu, tutti e quattro in superficie.
| 1 | ■ Linea Musashino | per Fuchū-Hommachi                                  |
| 2 | ■ Linea Musashino | per Nishi-Kokubunji, Shin-Matsudo e Nishi-Funabashi |

## Stazioni adiacenti
| «               | Servizio        | »               |
| Linea Musashino | Linea Musashino | Linea Musashino |
| --------------- | --------------- | --------------- |
| Fuchū-Hommachi  | Locale          | Nishi-Kokubunji |